# Antenne-array

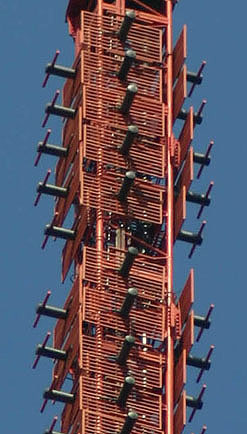
Vroeger zendantenne-array voor TV Nederland 1 zendstation Smilde.

Een antenne-array is een samenstel van een aantal zend- of ontvangstantennes, om voor een bepaalde frequentie een optimale energieoverdracht in een of meer richtingen te bewerkstelligen. Het effect van het opnemen van een aantal antennes in een array is dat de uitgezonden straling wordt gebundeld in een bepaalde richting. Dat gebeurt bij zendantennes om met een beperkt vermogen van de zendeindtrap een zo groot mogelijk bereik te realiseren door het sterk vergrote ERP-vermogen. Bij ontvangstantennes wordt door een array een sterker signaal ontvangen, waardoor de signaal-ruisverhouding verbetert. Tevens wordt selectief straling uit een bepaalde richting ontvangen; de resolutie wordt vergroot. Een voorbeeld van een antenne-array voor ontvangst is de radiotelescoop van Westerbork. De antennes in de array worden bij een lineair array in een lijn opgesteld en bij een matrixvorm in een vlak. De werking berust op interferentie van de elektromagnetische golven die door de individuele antenne-elementen worden uitgezonden of ontvangen.

## Zendantennes
Reeds in de jaren twintig van de 20e eeuw was het bundelende effect van antenne-arrays voor de korte golf bekend. In het midden van de jaren dertig was dit type antenne in Kootwijk in gebruik, vooral voor radiotelegrafie en radiotelefonie met het toenmalige Nederlands-Indië. Nog steeds worden dergelijke antennes gebruikt voor internationale radio-uitzendingen, zoals die van de Wereldomroep. Daarbij worden de antennes soms draaibaar opgesteld. Verder wordt de hoofdbundel, mede bepaald door reflectie op het aardoppervlak, onder een hoek van 10° tot 20° omhoog gericht voor optimale reflectie tegen de ionosfeer. De voor kortegolfzenders gebruikte HRS antennes zijn matrix-antennes, die de uitgezonden straling zowel horizontaal als verticaal bundelen, waarbij het azimut voor vast opgestelde antennes elektrisch stuurbaar is (de S in HRS staat voor stuurbaar).
Voor het uitzenden van FM-radio en televisie van de publieke omroep vanaf de jaren vijftig, zijn zendmasten, zoals die in Smilde, Lopik, Roermond, Hulsberg en Eys met daaraan bevestigde antenne-arrays gebouwd. De antennes bundelen de straling in het horizontale vlak, maar stralen in het algemeen in alle windrichtingen even sterk. De antennes zijn nodig om de zenders een voldoend groot bereik te geven, niet alleen omdat de veldsterkte met 6 dB voor elke factor twee in afstand tot de zendantenne afneemt, maar ook omdat in de randgebieden van het zenderbereik de uitgezonden elektromagnetische straling vrijwel parallel aan het aardoppervlak loopt en daardoor relatief grote afstanden door extra dempende obstakels, zoals bossen en bebouwing moet afleggen. Het is niet alleen economischer om een antenne de straling zeer sterk in het horizontale vlak te doen bundelen, waardoor met een zendtrap van geringer vermogen kan worden volstaan, maar bundelen is ook nodig om te voorkomen dat de straling dicht bij de zender nodeloos sterk wordt en gevoelige elektronische apparatuur stoort, of mogelijk ongewenste effecten op het menselijk welbevinden heeft.
De antennes worden vaak aan vier zijden rondom de zendmast geplaatst en uitgevoerd als halve-golflengtedipoolantennes, met tussen antennes en zendmasten reflectoren, meestal uit een metaalraamwerk, of in het UHF-gebied uit massieve, aluminium plaat. Vooral voor hogere frequenties worden antenne-arrays gerealiseerd met een aantal sleufantennes, sleuven ter lengte van een halve golflengte in een metalen plaat of buis.
UHF-antennes worden afgeschermd tegen weersinvloeden en vervuiling of beschadiging door insecten en vogels door kunststof kasten en dat is wat we zien van GSM-, UMTS- en DVB-T-antennes.

## Werkingsprincipe

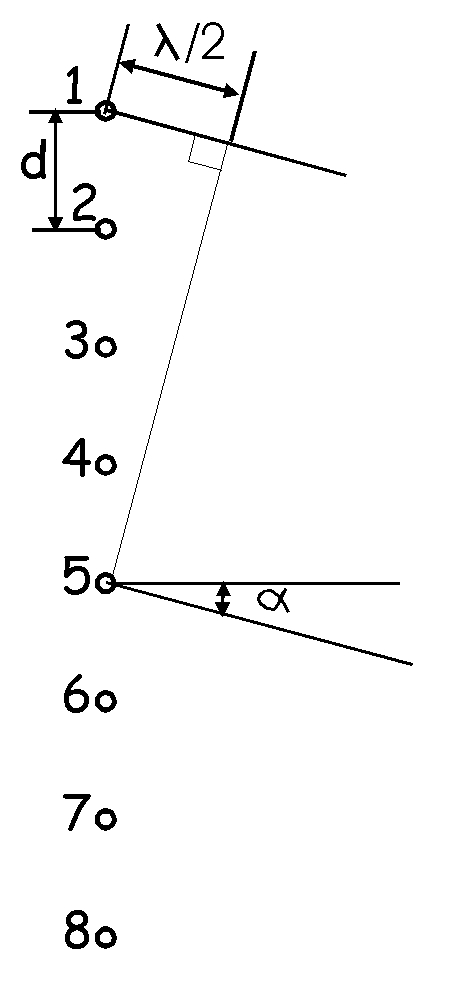
Principeschets antenne-array

In de figuur is als voorbeeld een array van acht verticaal boven elkaar geplaatste antenne-elementen 1 tot 8 getoond. Deze zijn alle op een gelijke afstand d van elkaar geplaatst. Als alle antenne-elementen een even sterk veld uitstralen met gelijke frequentie en fase, zal voor de straling die een hoek α met het horizontale vlak maakt, het signaal van element 1 en 5 elkaar uitdoven, omdat het weglengteverschil een halve golflengte is. Hetzelfde geldt voor elementparen 2 en 6, 3 en 7 en 4 en 8.
De hoek waaronder dit gebeurt, volgt voor het voorbeeld van N elementen uit:
{\displaystyle \alpha =\arcsin {\frac {\lambda }{8d}}}
In het algemeen voor 2N elementen met N geheel:
{\displaystyle \alpha =\arcsin {\frac {\lambda }{2Nd}}}
Loodrecht op de lijn waarin de stralers (antennes) zijn geplaatst, is de straling maximaal.
Om te voorkomen dat ook straling zeer sterk naar beneden (en naar boven) gebundeld wordt, moet de afstand tussen de stralers kleiner zijn dan een hele golflengte, bijvoorbeeld 0,8 golflengte. Voor acht stralers is dan de hoek waaronder voor het eerst volledige uitdoving optreedt. 9° met de hoofdstralingsrichting en de hoek (het 3dB-punt,) waarbij nog de helft van de vermogensdichtheid wordt bereikt), is 3° (overeenkomend met een openingshoek van 6°). Het meeste vermogen wordt nu uitgestraald in de richting loodrecht op de lijn waarin de stralers staan opgesteld.

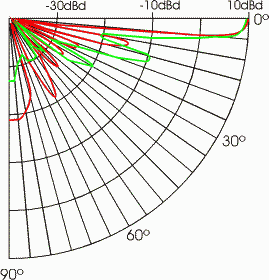
Stralingspatroon van regelmatige array (rood) en bewust verschoven stralers (groen).

In de figuur is het stralingsdiagram van acht op 0,8 λ opgestelde isotrope stralers weergegeven, evenals dat van op ongelijke afstanden opgestelde stralers (groene curve). Het laatste om aan te geven dat er mogelijkheden zijn om de scherpe minima die anders optreden te voorkomen en om de loodrecht op de hoofdrichting van de antenne-array (bij een zendmast dus naar beneden) uitgestraalde vermogen te beperken. Bij nauwkeurige beschouwing van de afbeelding van de zendantennes van zender Smilde, is te zien dat niet alle antennes even dicht bij de mast geplaatst zijn. Om de straling in de hoofdrichting maximaal te houden, zullen antenne-elementen die verder van de mast af staan, in fase naar achter verschoven worden. Dit heeft een vergelijkbaar effect op het stralingspatroon onder afwijkende hoeken, namelijk voorkomen van te scherpe minima onder bepaalde hoeken. De uiteindelijke keuze hangt af van de eisen waaraan een antennesysteem moet voldoen. Te scherpe minima in het stralingspatroon kunnen problemen veroorzaken, doordat op de grond het signaal van gereflecteerde signalen veel sterker is, dan dat wat direct ontvangen wordt. Verder worden met toenemend gebruik van draadloze telecommunicatie steeds strengere eisen gesteld aan de maximale stralingsbelasting die personen oplopen en ook aan het voorkomen van storing op gevoelige elektronische apparatuur. Aan die eisen kan worden voldaan door antenne-arrays met een goed geoptimaliseerd stralingspatroon te gebruiken.

## Fasegestuurde antenne

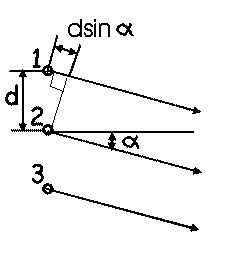
Weglengteverschil in phased array.

In een fasegestuurde antenne (phased array) kan de te zenden of te ontvangen bundel worden gericht. Daartoe moeten bij zenden de stralers aangestuurd worden met dezelfde frequentie, maar met een faseverschil. Het faseverschil, dat nodig is bij stralers die op één lijn staan opgesteld en onderling gelijke afstand d, kan berekend worden uit het weglengteverschil, dat bij een gewenste bundelhoek α gelijk is aan d sin α. Het is mogelijk het faseverschil elektronisch te regelen, waardoor de richting van de hoofdbundel elektronisch te regelen is.
Het faseverschil Δφ tussen twee naast elkaar gelegen stralers dat nodig is voor maximale versterking in de bundelrichting, volgt dan uit:
{\displaystyle \Delta \phi ={\frac {d\sin \alpha }{\lambda }}360^{\circ }}
Fasegestuurde antennes worden onder meer in marineschepen toegepast, waarbij antennes in een matrixvorm staan opgesteld. Op deze manier is een multifunctioneel solid state radarsysteem te realiseren, dat zowel dient om schepen, vliegtuigen en raketten te detecteren, als om de communicatie met geleide projectielen te verzorgen. Dat is mogelijk omdat de hoek waaronder straling wordt uitgezonden en ontvangen, zeer snel kan worden omgeschakeld.
Een zeer omvangrijke fasegestuurde antenne-array is in het LOFAR-project gerealiseerd. Het richten van de antenne gebeurt hier vrijwel uitsluitend softwarematig: de signalen van de over een oppervlak van meer dan 100 bij 100 kilometer verspreide antennes, worden eerst gedigitaliseerd en van een "time stamp" voorzien en daarna via glasvezelkabels naar een supercomputer gestuurd, die met software een bepaalde richtingsinstelling van de bundel realiseert. Men verwacht op deze wijze radiosignalen uit de verst verwijderde delen van het heelal te kunnen ontvangen.